# Friedrich Geißelmann
Friedrich Geißelmann (* 14. August 1943 in Göppingen; † 17. November 2019 in Regensburg) war ein deutscher Bibliothekar.

## Leben
Friedrich Geißelmann studierte Politikwissenschaft, Geschichte, Germanistik und Soziologie und promovierte 1973 an der Eberhard-Karls-Universität Tübingen, das Staatsexamen für den höheren Schuldienst hatte er dort 1970 abgelegt. Im Jahre 1971 trat er als Bibliotheksreferendar an der Universitätsbibliothek Tübingen in die Ausbildung für den höheren Bibliotheksdienst ein und absolvierte 1973 an der Bibliotheksschule Frankfurt am Main die Fachprüfung. Von 1973 bis 1990 arbeitete er als Fachreferent und Abteilungsleiter an der Universitätsbibliothek Augsburg. Von 1990 bis 2008 stand er als Leitender Bibliotheksdirektor der Universitätsbibliothek Regensburg vor.  Von 1994 bis 2008 war er zudem Vorsitzender des Trägervereins des Literaturarchivs Sulzbach-Rosenberg.
Geißelmann beschäftigte sich vor allem mit der Online-Sacherschließung in Bibliotheken und dem Regelwerk für die RSWK (Regeln für die Schlagwortkatalogisierung) sowie mit der elektronischen Zeitschriftenbibliothek.

## Schriften (Auswahl)
- Die kommunalen Spitzenverbände. Interessenvertretung und Verwaltungsreform (= Schriften zum öffentlichen Recht. Bd. 270). Duncker & Humblot, Berlin 1975, ISBN 3-428-03416-3 (Dissertation Universität Tübingen).
- Schlagwortkatalogisierung im Verbund. In: Yorck Alexander Haase (Hrsg.): Zur Internationalität wissenschaftlicher Bibliotheken (= Zeitschrift für Bibliothekswesen und Bibliographie, Sonderhefte. Bd. 44). Klostermann, Frankfurt am Main 1987, ISBN 3-465-01754-4, S. 186–198.
- Kooperative Sacherschließung im Bayerischen Bibliotheksverbund. In: ABI-Technik. Bd. 7 (1987), S. 99–106.
- Probleme der Vereinheitlichung von RAK und RSWK. In: Bibliotheksdienst. Bd. 26 (1992), S. 1676–1687.
- (Hrsg.): Sacherschließung in Online-Katalogen (= DBI-Materialien. Bd. 132). Deutsches Bibliotheksinstitut, Berlin 1994, ISBN 3-87068-932-3.
- mit Hans-Joachim Zerbst: Sacherschließung in Online-Katalogen. Stand der Diskussion. In: Sabine Wefers (Hrsg.): Die Herausforderung der Bibliotheken durch elektronische Medien und neue Organisationsformen (= Zeitschrift für Bibliothekswesen und Bibliographie, Sonderhefte. Bd. 63). Klostermann, Frankfurt am Main 1996, ISBN 3-465-02850-3, S. 193–207.
- Systematik im Online-Katalog. In: Sabine Wefers (Hrsg.): Ressourcen nutzen für neue Aufgaben (= Zeitschrift für Bibliothekswesen und Bibliographie, Sonderhefte. Bd. 66). Klostermann, Frankfurt am Main 1997, ISBN 3-465-02908-9, S. 307–317.
- Von der ersten zur dritten Auflage der RSWK. In: Otto Weippert (Hrsg.): Schritte zur neuen Bibliothek. Rudolf Frankenberger zum Abschied aus dem Dienst. Saur, München 1998, S. 195–218, ISBN 3-598-11348-X.
- mit Ronald G. Kecks: Porträts im Internet. In: Bibliotheksforum Bayern. Bd. 28 (2000), S. 204–216.
- (Bearb.): Praxisregeln zu den Regeln für den Schlagwortkatalog (RSWK) und der Schlagwortnormdatei (SWD). 3. Auflage. Deutsche Bibliothek, Frankfurt am Main 2000.
- Erschließung mittelalterlicher Handschriften. Anmerkungen zum Projekt einer Handschriftendatenbank. In: Zeitschrift für Bibliothekswesen und Bibliographie. Bd. 48 (2001), S. 23–30.
- Das Kompetenznetzwerk für Bibliotheken. In: Erland Kolding Nielsen (Hrsg.): Die innovative Bibliothek. Elmar Mittler zum 65. Geburtstag. Saur, München 2005, ISBN 3-598-11731-0, S. 87–94.
- mit Gabriele Gerber: Die Universitätsbibliothek Regensburg. Innovative und kooperative Konzepte für die moderne Informationsgesellschaft. In: Bibliothek. Forschung und Praxis. Bd. 31 (2007), S. 280–292.
- Meine Dienstzeit an der Universitätsbibliothek Regensburg. Regensburg 2009.
- mit Ulla Wimmer: Lobbyarbeit und bibliothekarische Sacharbeit. Die Entwicklung des Kompetenznetzwerks für Bibliotheken. In: Wolfgang Ratzek (Hrsg.): Lobbyarbeit für Information Professionals. Bock + Herchen, Bad Honnef 2010, ISBN 978-3-88347-270-6, S. 226–249.